# Nelson Abeijón
Nelson Javier Abeijón Pessi (Montevideo, Uruguay, 21 de julio de 1973) es un exfutbolista y entrenador uruguayo. Hasta el 10 de junio de 2024, se desempeñó como ayudante técnico de Club Nacional de Football de la Primera División Profesional de Uruguay, mientras Álvaro Recoba ejercía la dirección técnica.

## Clubes

### Como jugador
| Club                | País    | Año       | Partidos | Goles |
| ------------------- | ------- | --------- | -------- | ----- |
| Nacional            | Uruguay | 1994-1997 | 81       | 9     |
| Racing de Santander | España  | 1997-1998 | 30       | 2     |
| Cagliari            | Italia  | 1998-2002 | 77       | 3     |
| Como (cedido)       | Italia  | 2003-2004 | 10       | 1     |
| Cagliari            | Italia  | 2004-2006 | 77       | 8     |
| Atalanta Bérgamo    | Italia  | 2006-2007 | 5        | 0     |
| River Plate         | Uruguay | 2007-2008 | 2        | 0     |

### Como entrenador
| Club                | País    | Año       |
| ------------------- | ------- | --------- |
| Oriental            | Uruguay | 2016      |
| Deportivo Maldonado | Uruguay | 2016-2017 |